# Как начать революцию
«Как начать революцию» (англ. How to Start a Revolution) — британский документальный фильм об идеях номинанта Нобелевской премии политического теоретика Джина Шарпа, часто описываемого, как одного из самых выдающихся исследователей ненасильственных революций. Фильм описывает идеи Джина Шарпа и их влияние на народные восстания по всему миру.
Фильм доступен в свободном доступе на YouTube в переводе на русский, а также в оригинале на английском.

## Синопсис
Фильм исследует применение работы Джина Шарпа в антиправительственных группах по всему миру, с особенным фокусом на один из самых популярных текстов Шарпа От Диктатуры к Демократии, который был переведен продемократическими активистами на более чем 30 языков мира, и использовался в революциях в Сербии, Украине, Грузии, Египте, Сирии и других странах. Фильм также описывает, как 198 методов ненасильственных действий вдохновили и помогли различным восстаниями, и рассказывает о работе Института Альберта Эйнштейна.

## Создание
Фильм был лично финансирован режиссёром Руаридхом Эрроу, и дополнительное финансирование для постпродакшена было собрано через веб-сайт краудфандинга Kickstarter.